# Pullimosina vulgesta
Pullimosina vulgesta är en tvåvingeart som beskrevs av Rohacek 2000. Pullimosina vulgesta ingår i släktet Pullimosina och familjen hoppflugor.
Artens utbredningsområde är Slovakien. Arten är reproducerande i Sverige. Inga underarter finns listade i Catalogue of Life.